# Thorfinn
Thorfinn  è un nome proprio di persona scandinavo maschile.

## Varianti
- Maschili: Torfinn[2]

### Varianti in altre lingue
- Islandese: Þorfinnur
- Norreno: Þórfinnr[2][3]
- Norvegese: Torfinn[3]

## Origine e diffusione
Usato prevalentemente in norvegese, deriva dal norreno Þórfinn, un nome teoforico riferito al dio Thor in quanto composto dal nome Thor e dal termine finnr, che indicava un finnico o un lappone. Entrambi gli elementi sono ben attestati nell'onomastica scandinava: il primo si ritrova in vari nomi fra cui Torbjörn, Torgny, Torleif e Torvald, mentre il secondo è presente in Finn, Arnfinn e Dagfinn.

## Onomastico
L'onomastico si può festeggiare l'8 gennaio in memoria di san Thorfinn, monaco cistercense presso l'abbazia di Tautra e quindi vescovo di Hamar.

## Persone

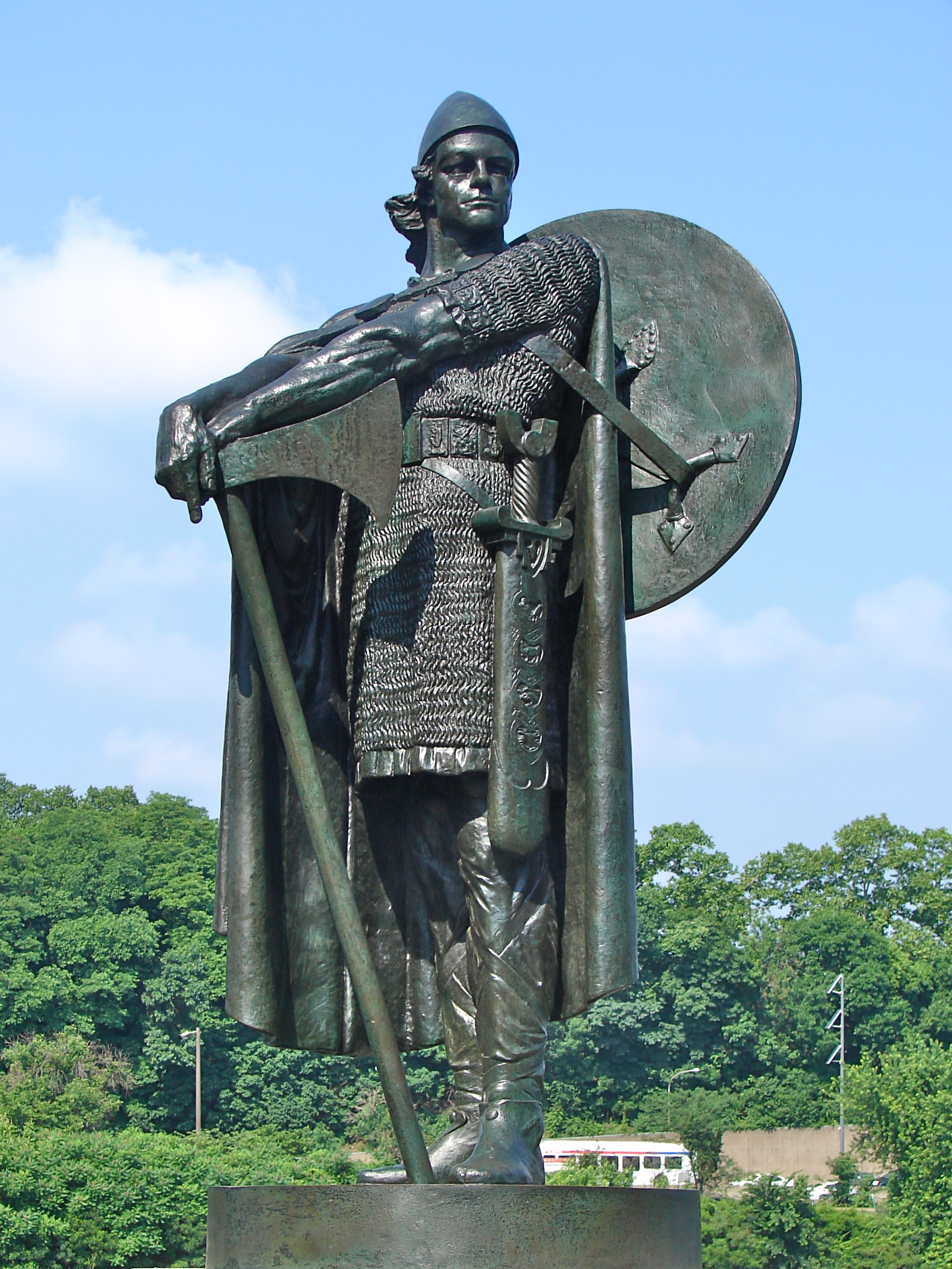
Þorfinnr Karlsefni

- Thorfinn Sigurdsson, conte delle Orcadi

### Varianti
- Þorfinn Fracassacrani, jarl delle Orcadi
- Þorfinnr Karlsefni, esploratore islandese